# Випрехт III (Гройч)
Випрехт III фон Гройч Млади (на немски: Wiprecht III von Groitzsch der Jüngere; * ок. 1088; † 27 януари 1116) е германски благородник.

## Биография
Той е големият син на граф Випрехт фон Гройч Стари († 1124) и първата му съпруга Юдит Пршемисловна Ческа от Бохемия († 1108), дъщеря на херцог Вратислав II от Бохемия и съпругата му Сватава от Полша. Произлиза от фамилията на графовете на Гройч. Брат е на Хайнрих фон Гройч (* ок. 1090, † 31 декември 1135, Майнц), граф на Гройч и от 1131 г. като Хайнрих III, маркграф на Лужица, женен за Берта от Гелнхаузен († сл. 1137), и Берта († 16 юни 1144), омъжена за граф Дедо IV от Ветин († 16 декември 1124). Тя наследява Гройч.
През 1110 г. Випрехт III се опитва да постави отново чичо си Борживой II като херцог на Бохемия. Той е пленен заедно с Борживой II от император Хайнрих V и е затворен в замък Хамерщайн. Баща му успява да го откупи.
Випрехт III се жени през 1110 г. за Кунигунда фон Байхлинген (* ок. 1095; † 8 юни 1140), дъщеря на мащехата му Кунигунда фон Ваймар-Орламюнде († 1140), вдовицата на граф Куно фон Нортхайм († 1103). Това е двойна сватба. Те нямат деца.
Той се бие на страната на император Лотар III. През 1116 г. той не получава убежище при чичо му магдебургския архиепископ Аделгот, а при Дедо фон Крозигк.
Випрехт III умира на 27 януари 1116 г. и е погребан в манастир Пегау. Вдовицата му се омъжва втори път за маркграф Диполд III фон Фобург († 1146).